# Lotta partigiana (film)
Lotta partigiana è un film italiano del 1975 realizzato da Paolo Gobetti e Giuseppe Risso. Consiste nel montaggio di documenti cinematografici della resistenza italiana armata (1943-1945).

## Trama
Dal Centro Piero Gobetti di Torino, Franco Antonicelli cui sono affidati il commento e la presentazione del film, ne illustra lo scopo ("mostrare, documentare, testimoniare alcuni aspetti della lotta partigiana tanto italiana come europea") e le modalità del racconto: alle immagini si accompagnano le voci dei testimoni—tredici in tutto—che si alternano alla voce di Antonicelli e in alcuni casi raccontano le storie illustrate dalle immagini, in altri storie analoghe a quelle illustrate e da loro vissute.

### Capitoli
Il film si compone di 10 capitoli o sequenze filmiche, rispettivamente introdotti da un "cartello", cioè da una didascalia esplicativa.
I capitoli hanno i seguenti titoli: 
1. Una cinepresa tra i partigiani;
2. La battaglia del Vercors 13 giugno–23 luglio 1944;
3. La vita delle bande (In Italia; In Iugoslavia; In Francia; Rifornimenti d'armi-Un lancio alleato; Addestramento);
4. Servi del nemico (I fascisti di Vichy; i fascisti di Salò);
5. Azioni di guerriglia (Sabotaggi; L'imboscata);
6. Una vittoria popolare (19 agosto 1944-I parigini prendono le armi; 24 agosto-L'esercito di De Gaulle entra in Parigi liberata);
7. L'ultimo inverno (In Jugoslavia; In Italia);
8. Vittoria jugoslava  (Le bande diventano un esercito; L'armata popolare prende il potere);
9. La primavera del '45 (Con gli alleati verso il Nord; Le città insorgono I partigiani scendono dalle montagne; Milano è libera);
10. L'insurrezione di Torino (Dagli scioperi alla lotta armata; Comando clandestino; I cecchini; La festa della Liberazione).

Dal terzo al decimo i capitoli sono rispettivamente articolati al loro interno in episodi tematici (da due a cinque) contrassegnati da cartelli (didascalie) e che servono a contestualizzare a livello territoriale l'argomento trattato nel capitolo (si vedano ad esempio il capitolo 3 o il capitolo 7) o a puntualizzarne alcuni aspetti.

#### Capitoli 1-2
Attraverso alcuni brani del film Au coeur de l'orage i primi due capitoli descrivono rispettivamente l'arrivo di un operatore nel maquis del Vercors  e le fasi dell'attacco tedesco ai maquisards francesi ivi stanziati tra giugno e luglio del 1944.
Il commento nel primo capitolo è affidato alla voce di don Giuseppe Pollarolo che narra di un'esperienza analoga a quella dell'operatore francese. Nel secondo capitolo i commenti di Antonicelli alle immagini si alternano a quelli di altri due voci testimoni: quella di Ezio Aceto e quella di Sergio Pettinati.
Antonicelli spiega cosa fu la battaglia del Vercors. Ezio Aceto illustra, nel suo commento alle immagini, le tattiche di difesa delle valli piemontesi messe in atto dai partigiani italiani durante i rastrellamenti nazifascisti della primavera del '44.
Sergio Pettinati riflette sull'errore dei partigiani francesi nel non aver pensato alla possibilità di un attacco nemico aereo cui si aggiunse la mancata possibilità, al momento della penetrazione nemica, di organizzare una resistenza per mancanza di armi pesanti e di grandi opere di sbarramento.

#### Capitolo 3
Suddiviso in cinque episodi a tema, il capitolo è stato montato con immagini rispettivamente tratte da tre film: il documentario Aldo dice 26x1  per descrivere la vita delle bande in Italia; il documentario sloveno Partizanski dokumenti, per la vita delle bande jugoslave; e il film Au coeur de l'orage per la vita delle bande francesi, il racconto degli aviolanci e dell'addestramento. I testimoni alle cui voci sono affidati i commenti di questa parte del film sono rispettivamente Massimo Mila, Mario Pacor, don Giuseppe Pollaralo e Felice Mautino.

#### Capitolo 4
Brani del film Au coeur de l'orage e del documentario Aldo dice 26x1 servono rispettivamente a illustrare, attraverso la voce di Antonicelli, le due esperienze di collaborazionismo e asservimento al governo tedesco, una da parte del governo francese di Vichy e l'altra da parte della Repubblica Sociale di Salò dopo l'8 settembre del 1943.

#### Capitolo 5
Alla voce di Giuseppe Torre che commenta le immagini tratte in parte da Partizanski dokumenti e dal film Au coeur de l'orage, è affidata la breve descrizione di due delle più frequenti azioni di guerriglia partigiana: il sabotaggio e l'imboscata.

#### Capitolo 6
Il capitolo è dedicato all'insurrezione popolare parigina che portò nell'agosto del 1944 alla liberazione della capitale francese. Le immagini sono tratte dal documentario girato durante i giorni della liberazione a Parigi da operatori partigiani: La liberation de Paris.

#### Capitolo 7
L'ultimo inverno è quello del '44-'45: il rigore invernale, dice Antonicelli nel commentare le immagini tratte dal documentario sloveno Partizanski dokumenti, era un grosso nemico dei partigiani, poiché trasformava le valli alpine in trappole mortali "[...] i boschi privi di foglie nascondono male un uomo in fuga e la neve rende visibile ogni traccia". Mentre scorrono le immagini tratte da Aldo dice 26x1 e in particolare da La resistenza in val d'Aosta, nella seconda parte del capitolo, la voce di Mautino narra della ritirata che in quell'ultimo inverno dovettero affrontare le formazioni partigiane valdostane.

#### Capitolo 8
Mario Pacor commenta le immagini tratte dal documentario sloveno Partizanski dokumenti:  la costruzione di un traghetto, nell'agosto del '44, per il trasporto dei mezzi pesanti che incalzano la ritirata tedesca è segno dell'organizzazione della resistenza jugoslava, sottolineata anche dal racconto di Pacor in merito ai suoi spostamenti tra la Venezia Giulia e la Slovenia, guidati da un sistema di staffette aventi ogni venti-trenta chilometri un loro posto di scambio.

#### Capitolo 9
Le immagini del penultimo capitolo sono tratte dal film di Luchino Visconti Giorni di gloria, il cui commento è affidato rispettivamente alla voce di Luciano Bergonzini, Cino Moscatelli, Egidio Liberti e Leo Valiani: le quattro voci in sequenza raccontano di esperienze personali vissute tra l'autunno del '44 e la primavera del '45.

#### Capitolo 10
Con le immagini di Aldo dice 26x1, che in parte colgono dal vivo alcune fasi della liberazione di Torino, ricostruendone altre nei giorni immediatamente successivi alla stessa, viene narrata l'insurrezione del capoluogo piemontese attraverso le voci di Antonicelli, di Pettinati e Nuto Revelli.

## Produzione
Film di montaggio, a scopo didattico, l'opera rappresenta uno dei primi lavori dell'Archivio nazionale cinematografico della Resistenza agli inizi della sua attività e nasce con l'intento di "raccogliere immagini, il più possibile autentiche, girate durante la lotta partigiana in varie parti d'Europa, e di organizzarle in una sorta di lezione filmata".
In una dichiarazione del 1975 Paolo Gobetti spiegò come nacque e si sviluppò l'idea del film, i tempi di lavorazione e i costi della produzione:
(Paolo Gobetti, Paolo Gobetti, Giuseppe Risso, Lotta partigiana,  pp. 41-42)
Giuseppe Risso definisce Lotta partigiana una "lezione filmata di storia contemporanea" e spiega come lui e Gobetti arrivarono a risolvere il problema del commento alle immagini e della colonna sonora in generale, procedendo inizialmente per esperimenti che li portarono poi a scegliere "una strada nuova o per lo meno poco battuta. La strada del commento che si affianca senza annullarsi al discorso delle immagini, che lo completa senza sottolinearne inutilmente l'evidenza. Quindi il commento se lo sono fatti da soli, loro, i partigiani, a trent'anni di distanza, con l'esperienza di questi trent'anni sulle spalle.

## Musica
I brani presenti nel film sono del compositore Luigi Nono.